# Bow Wow
Шэд Гре́гори Мосс (род. 9 марта 1987, Колумбус, Огайо, США), более известный как «Bow Wow» — американский рэпер и актёр. Выпустил свой дебютный альбом Beware of Dog в возрасте 13 лет под псевдонимом Lil Bow Wow. Спустя полтора года после выпуска альбом стал мультиплатиновым. Перед выпуском альбома Unleashed (2003) сократил псевдоним до Bow Wow (убрав «Lil»). В последующие годы были выпущены ещё три альбома: в 2005 году Wanted, в 2006 The Prince of Farm и в 2009 Geile Traume. А в 2007 году в сотрудничестве с Омарионом был выпущен их совместный альбом Face Off.
Bow Wow впервые появился на экране в 2002 году, сыграв эпизодическую роль в фильме «Всё о Бенджаминах». В том же году Bow Wow сыграл главную роль в фильме «Как Майк». Также в последующих годах снимался в таких фильмах, как «Роллеры», «Тройной форсаж: Токийский дрифт» и появлялся в сериалах «Красавцы» и «Дурнушка».

## Молодость
Bow Wow родился в Колумбусе (штат Огайо), в семье Терезы Колдуэлл и Альфонсо Мосса, с которым он никогда не виделся. В возрасте трёх лет он начал интересоваться музыкой. Под кличкой «Kid Gangsta» (рус. Гангста малыш), ради развлечения в возрасте 6 лет он начал читать рэп, фанатея от группы N.W.A. В 1993 году он выступил на концерте в Лос-Анджелесе и был замечен рэпером Snoop Dogg, который в последующем дал ему сценическое имя «Lil Bow Wow». «Bow Wow» в переводе на русский означает лай собаки и произносится как «гав-гав». Dr. Dre подписал контракт с Lil Bow Wow на Death Row Records. И вскоре Lil Bow Wow представил пародию на дебютном альбоме Doggystyle рэпера Snoop Dogg и на его клип «Gine and Juce».

## Музыкальная карьера

### Beware of Dog(1998—2001)
В 1998 году, в возрасте 11 лет, Bow Wow встречается с режиссёром звукозаписи Джермейном Дюпри, который помогает ему обрести форму его карьере. И уже в 13 лет, в 2000 году, он дебютирует с альбомом Beware of Dog под сценическим именем Lil Bow Wow. Первый сингл с альбома записанный вместе с группой Xscape, назывался «Bounce With Me». Альбом также включал композицию «Bow Wow (Thats My Name)», в сотрудничестве со Snoop Dogg, которая возглавила вершину Rap чарта, а также «Puppy Love» и «Ghetto Girls». 5 марта 2001 года Recording Industry Association of America удостоила Beware of Dog двойной платиной, что означало продажу 2 миллионов копий.

### Doggy Bagи «Как Майк» (2002)
В 2002 году, его второй альбом Doggy Bag вышел с синглами: «Take Ya Home» (c Jagged Edge), который возглавил Hot 100 и Hot R&B/Hip-Hop Song чарт и «Thank You», занявший 1 место на R&B чарте. Альбом Doggy Bag занял 11 место в Billboard 200 и 2 место в Top R&B/Hip-Hop Albums и был признан платиновым. Lil Bow Wow исполнил трек «Basketball» для саундтрека к фильму «Как Майк», который возглавил список R&B чарта и занял 25 место в Rap чарте. В апреле 2002 года Bow Wow отбросил приставку «Lil» из своего сценического имени; в интервью MTV News он сказал: «Я изменил моё имя, потому что считаю, что уже приобрёл достаточно опыта и приставка стала лишней».

### Unleashed(2003—2004)
Первый альбом, под уже новым прозвищем — Unleashed — был выпущен в 2003 году. Первый сингл с этого альбома назывался «Let’s Get Down», в сотрудничестве с Birdman, основателем Cash Money Records, достиг 14 места в Hot 100 и 6 места в Hot Rap Tracks. Второй сингл после выпуска альбома назывался «My Baby», в сотрудничестве с Jagged Edge. Непохожий на его предыдущий альбом, это был первый альбом не спродюсированный под руководством Джермейна Дюпри. На альбоме присутствовали такие приглашённые звезды, как: Jagged Edge, Birdman, Марио и Amerie. Unleashed приобрёл статус золотого 25 сентября 2003 года. В 2004 году для записи ремикса Bow Wow пригласил Jo-Jo на сингл «Baby It’s You».

### Wanted(2005)
Альбом Wanted был реализован в 2005 году. Первым синглом с альбома стала композиция «Let Me Hold You», в сотрудничестве с Омарионом и заняла 1 место в Rap чарте и 4 место в Hot 100. Следующим синглом стал «Like You», в сотрудничество с Сиарой, совпавший с началом отношений Bow Wow с певицей. «Fresh Azimiz», совместно с J-Known и Джермейном Дюпри, проследовал и занял 23 место в Hot 100 и 6 место в Hot Rap Tracks чарте. Альбом был признан платиновым. Для записи ремикса на песню «I Think They Like Me» он пригласил Dem Franchize Boyz, который занял 15 место в Hot 100 и 1 место в Hot Rap Tracks.

### The Price of FameиFace Off(2006—2007)
В 2006 году на The Price of Fame был выпущен лидирующий сингл «Shortie Like Mine», в сотрудничестве с Chris Brown, который занял 9 строчку в Hot 100 и 1 место в Hot Rap Tracks. Музыкальный клип «Outta My System», в сотрудничестве с T-Pain, стал отражением на разрыв отношений Bow Wow с Сиарой. Ему[кому?] удалось занять 22 строчку в Hot 100 и 2 место в Rap чарте. The Price of Fame был признан золотым. Совместная работа Bow Wow с Омарионом привела к созданию их альбома 11 декабря 2007 года под названием Face Off. Первой композицией с их альбома стала песня «Girlfriend», которая заняла 33 место в Hot 100. Второй сингл назывался «Hey Baby (Jump Off)».

### New Jack City Part II (2008—2009)
В октябре 2008 года, во время Президентских выборов в США, Bow Wow в 15 городах «Walk Across America» (рус. Прогулка по Америке) агитировал к голосованию новых избирателей. И в этом же году выпустил микстейп под названием Half Man, Half Dog Vol 1. В феврале 2009 года, как продолжение микстейпа был выпущен Half Man, Half Dog Vol 2. New Jack City, его 6 альбом, был выпущен в марте 2009 года и впервые содержал в себе Parental Advisory (рус. Вниманию родителей - ненормативная лексика): Стивен Робертс ведущий MTV News отметил, что этот альбом исследует проблему «влияния кокаина в бедных районах города», вместе с таким гостем как T.I.. До этого в прошлом году были выпущены три промосингла: «Marco Polo» совместно с Soulja Boy Tell 'Em, «Big Girls» и «Roc The Mic». Впервые официальный сингл «You Can Get It All» в сотрудничестве с Johnta Austin, семпл TLC «Baby-Baby-Baby», отметившийся на 55 месте в Hot 100 и на 9 строчке в Hot 100 Rap Tracks. 16 августа, Bow Wow объявляет Cash Money Records о присоединении ко всему звёздному составу, в который входят: Drake, Lil Wayne и Birdman.

### Who Is Shad Moss? (2010 — настоящее время)
Восьмой по счёту альбом планируется к выходу в 2011 или в 2012 годах, дальнейшие детали, касаемые его деятельности, и его появления альбома пока не известны. Однако он заявил, что на его следующем альбоме будут присутствовать Lil Wayne, Birdman, Drake и Soulja Boy. Первым синглом на альбоме станет «Put That on My Hood», вместе с DJ Khaled & Sean kingston.

## Актёрская карьера
Bow Wow неоднократно заявлял об уходе из музыкального бизнеса в кино. За плечами этого исполнителя уже есть несколько картин и как считают многие[кто?], у него есть задатки хорошего актёра. Впервые Bow Wow появился в телевизионном ситкоме Brandy, Моэша, а заодно и в «Шоу Стива Харви». Свою главную дебютную роль исполнил он в фильме «Как Майк», вышедший 3 июня 2002 года, в котором он, будучи сиротой, стал звездой НБА — лучшим бросающим игроком команды. До фильма «Как Майк» он исполнил эпизодическую роль в фильме «Всё о Бенджаминах» и в «Кармен: Хип-хопера» (англ. Carmen: A Hip Hopera). Bow Wow также снялся в «Семейных каникулах Джонсонов» совместно с Седриком Антонио Кайлсом, Ванессой Л. Вильямс и с Соланж Ноулз. После успеха фильма «Как Майк» Bow Wow сыграл ещё в нескольких голливудских фильмах: «Роллеры», «Тройной форсаж: Токийский дрифт» и в фильме «Ураганный сезон». А в качестве гостя принял участие в телевизионном сериале «Тайны Смолвилля» и «Дурнушка». Одну из последних главных ролей в 2010 году он сыграл в фильме «Лотерейный билет» вместе с Ice Cube.

## Личная жизнь
В 2003 году Bow Wow начал встречаться с R’n’B-певицей Сиарой, но они закончили отношения дружбой в апреле 2006 года.
27 апреля 2011 года у Bow Wow родилась дочь, которую назвали Шай, от модели Джои Чавес. В июне 2020 года у Bow Wow родился сын, которого назвали Стоун, от модели Оливии Скай.

## Дискография

### Сольные альбомы
- Beware of Dog (2000)
- Doggy Bag (2001)
- Unleashed (2003)
- Wanted[англ.] (2005)
- The Price of Fame (2006)
- New Jack City II (2009)
- Underrated (2015)

### Совместные альбомы
- Face Off с Омарионом (2007)

## Фильмография
| Фильмы      | Фильмы                          | Фильмы            | Фильмы                                |
| Год         | Название                        | Роль              | Должность                             |
| ----------- | ------------------------------- | ----------------- | ------------------------------------- |
| 2001        | Кармен: Хип-хопера              | 1-й сокамерник    | эпизод                                |
| 2002        | Всё о Бенджаминах               | Келли             | эпизод                                |
| 2002        | Как Майк                        | Кэльвин Кэмбридж  | главная роль                          |
| 2004        | Семейные каникулы Джонсонов     | Д. Джонсон        | главная роль                          |
| 2005        | Роллеры                         | Хавьер «Икс» Смит | главная роль                          |
| 2006        | Тройной форсаж: Токийский дрифт | Твинки            | актёр второго плана                   |
| 2009        | Ураганный сезон                 | Гари Дэвис        | актёр второго плана                   |
| 2010        | Лотерейный билет                | Кэвин Карсон      | главная роль                          |
| 2010        | Семейное дерево                 | Ти-бой            | главная роль                          |
| 2011        | Большая счастливая семья Мэдеи  | Байрон            |                                       |
| 2013        | Очень страшное кино 5           | Эрик              |                                       |
| 2021        | Форсаж 9                        | Твинки            |                                       |
| 2023        | Форсаж 10                       | Твинки            |                                       |
| Телевидение |                                 |                   |                                       |
| Год         | Название                        | Роль              | Эпизод                                |
| 2001        | Моэша                           | Рэй               | «Это моя мама» (англ. That’s my mama) |
| 2006        | Тайны Смолвилля                 | Бёрн              | «Выпадение» (англ. Fallout)           |
| 2008        | Дурнушка                        | Самого себя       | «Игнорирование» (англ. Zero worship)  |
| 2008        | Красавцы                        | Чарли             |                                       |
| 2015        | C.S.I.: Киберпространство       | Нельсон           |                                       |